# Henry FitzClarence
Henry Edward FitzClarence (* 27. März 1795 in Richmond, Surrey; † September 1817 in Indien) war der zweite illegitime Sohn von William, Duke of Clarence, dem späteren König William IV. des Vereinigten Königreiches, und seiner langjährigen Mätresse Dorothea Jordan. Er starb vor seinem Vater im Alter von 22 Jahren unverheiratet in Indien.